# 457 (číslo)
Čtyři sta padesát sedm je přirozené číslo. Následuje po číslu čtyři sta padesát šest a předchází číslu čtyři sta padesát osm. Římskými číslicemi se zapisuje CDLVII a řeckými číslicemi υνζ.

## Matematika
457 je:
- Deficientní číslo
- Prvočíslo
- Nešťastné číslo

## Astronomie
- (457) Alleghenia je planetka hlavního pásu, kterou objevili v roce 1900 Max Wolf a Arnold Schwassmann

## Roky
- 457
- 457 př. n. l.